# موسیقی ترپ
موسیقی ترَپ (به انگلیسی: Trap music) که با نام ترَپسْتِپ نیز شناخته می‌شود.  یکی از سبک‌های موسیقی رقص الکترونیک است که در اوایل سال ۲۰۰۷ به وجود آمد. در واقع ترپ‌استپ آمیزه‌ای از داب‌استپ، مومباتان، و هیپ‌هاپ جنوبی است. سازهای مورد استفاده در ترپ‌استپ بیشتر همان سازهای مورد استفاده در هیپ‌هاپ جنوبی هستند. ضرب‌های محرّک رولند تی‌آر-۸۰۸ نیز نقش مهمّی در این سبک موسیقی دارند. همچنین در اکثر موسیقی‌ها با این سبک Kick و Bass سنگین کار شده که مخصوص سیستم‌های صوتی قوی می‌باشند.
ترک سایکو از راویژ نمونه‌ای از این سبک می‌باشد. ترپ استپ با نام تِرَپ سال ۲۰۱۰ و ۲۰۱۱ بسیار شناخته شد و مورد توجه قرار گرفت.

## اختلاف‌ها بر سر نام سبک
سبکی که در این مقاله با عنوان ترپ‌استپ معرّفی شده است، حتّی یک نام رسمی یا مورد قبول همگان نیز ندارد و بر سر نام آن بحث‌های زیادی صورت گرفته است. از زمان پیدایش این سبک در اوایل سال ۲۰۰۷ تابه‌امروز، اسامی گوناگونی همچون «نیو ترپ» و «داب‌استپ» را برای اشاره به آن به کار گرفته‌اند. امّا در میان این اسامی، پرطرفدارترین آن‌ها «ترپ» است. اشاره به این سبک با نام «ترپ» موجب ناراحتی بسیاری از هواداران هیپ‌هاپ جنوبی و سایر دوستداران موسیقی شده است؛ زیرا «موسیقی ترپ» دراصل نامی است که تا پیش از این بسیاری از آن برای نامیدن سبک هیپ‌هاپ جنوبی استفاده می‌کردند.

## ریشه
ریشهٔ این سبک به سبک موسیقی رقص الکترونیک و هیپ هاپ بازمی‌گردد.